# 프랑수아 망사르

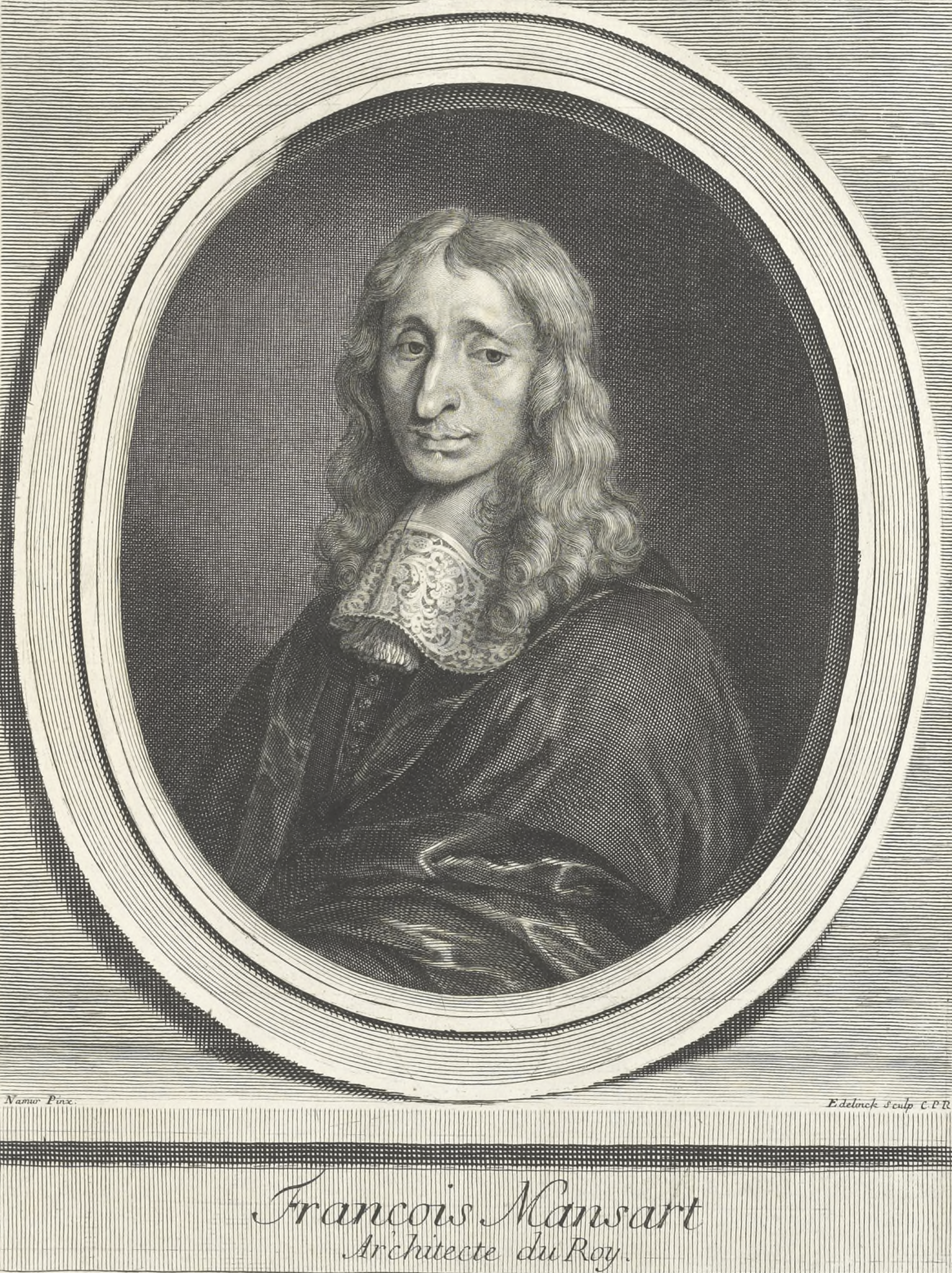
프랑수아 망사르

프랑수아 망사르(프랑스어: François Mansart, 1598년 1월 23일 ~ 1666년 8월 23일)는 프랑스의 건축가로 쥘 아르두앙 망사르의 종조부이다. 프랑스 바로크 양식 건축의 1인자이며 루이 13세에서 루이 14세로 이어지는 절대왕정 군주제를 건축물로 체현해냈다. 사방으로 꺾인 이중 경사 지붕을 가리키는 맨사드 지붕은 그의 이름에서 딴 것이다.

## 작업한 건축물
- 발 드 그라세 성당
- 메종라피트 성
- 발레루아 성
- 카르나발레 박물관